# Stine Lidén
Stine Lidén (født 31. maj 1988) er en norsk håndboldspiller, som spiller i Storhamar HE og Norges kvindehåndboldlandshold.